# قلعة ميرزا
قلعة ميرزا أو قلعة بُرزيَة هي قلعة أثرية في سورية، تقع على السفوح الشرقية لجبال اللاذقية، وتطل على نهر العاصي وسهل الغاب، تقع في ناحية جورين التابعة لمحافظة حماة.

## الموقع
تقع شمال غرب ناحية جورين التابعة لمحافظة حماة، وتتبع إداريا لمحافظة حماة، ولكنها مسجلة أثريا على قيود دائرة آثار اللاذقية، وتبعد 18كم عن بلدة شطحة الواقعة في سهل الغاب.

## التاريخ
يعود تاريخ هذه القلعة إلى الفترة البيزنطية في القرن الحادي عشر الميلادي، وتمتد على مساحة 40 دونما، يوجد فيها 12 برجا للمراقبة، ولها سور طويل، تعرضت للهدم في بعض أجزائها بسبب الزلازل والعوامل الطبيعية، وتعاقبت عليها عدة حضارات. حيث استولى عليها الصليبيون، ومن ثم قام صلاح الدين الأيوبي في العام 1188م بتحريرها، ثم أضاف عليها العرب عدة تحصينات وأبنية جديدة.

### ذكرها ابن الأثير
ذكرها ابن الأثير في الجزء السابع من كتابه الكامل في التاريخ، حيث تحدث عن فتحها على يد صلاح الدين تحت عنوان «فتح برزية»: «هذه القلعة لا يمكن أن تُقاتَل من جهة الشمال والجنوب البتة، لأنه لا يقدر أحد أن يصعد جبلها من هاتين الجهتين، وأما الجانب الشرقي فيمكن الصعود منه لكن لغير مقاتل لعلوه وصعوبته، وأما جهة الغرب فإن الوادي المطبق بجبلها قد ارتفع هناك ارتفاعًا كثيرًا حتى قارب القلعة بحيث يصل منه حجر المنجنيق والسهام.. فنزله المسلمون ونصبوا عليه المجانيق... إلخ.»

### ذكرها ياقوت الحموي
ذكرها ياقوت الحموي في معجم البلدان بأنها: «حصن قرب السواحل الشامية على سن جبل شاهق، يضرب بها المثل في جميع بلاد الأفرنج بالحصانة، تحيط بها أودية من جميع جوانبها».

## الوصف المعماري

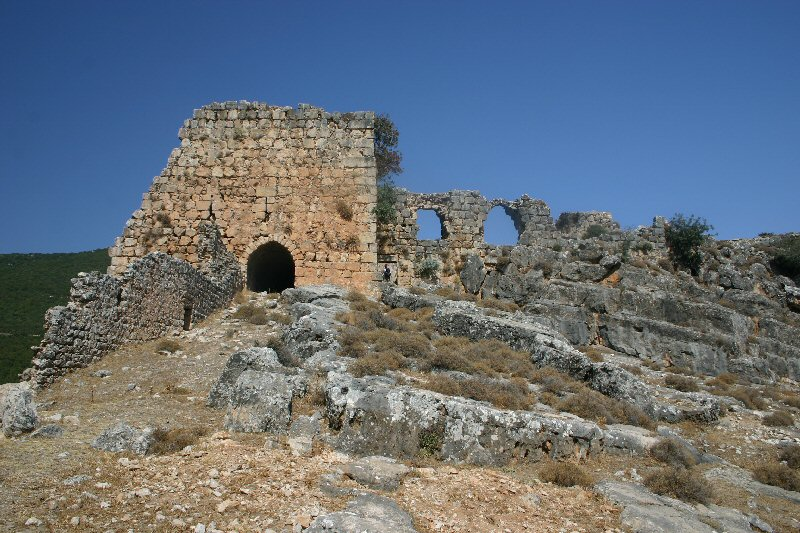
قلعة ميرزا

لها شكل شبه منحرف قاعدته الكبرى من الغرب بعرض 175 م، والصغرى من الشرق بعرض 50 م، وارتفاعه من الشرق إلى الغرب بطول 275 م. وهي عبارة عن قلعتين داخلية عليا وخارجية سفلى، محاطة بأسوار تدعمها الأبراج من كل الجهات، ومن الجهة الشمالية والشرقية يحيط بها واد منحدر يؤمن حماية لها من الاقتحام من هاتين الجهتين، أما من الغرب فالوادي أقل انخفاضا وسهل التسلق، لذلك تم تدعيمه بالأبراج، أما باب القلعة الخارجي هو قنطرة عالية، والأسوار الخارجية بُنيت من الحجر الكلسي الأبيض، والمسافة بين القلعة الداخلية والأسوار الخارجية من الشرق يوجد فيها عدد من خزانات المياه المختلفة الحجم والمحفورة في الصخر.

### المدخل
يقع مدخل القلعة من الجهة الغربية، وهي أضعف نقطة في طبيعة الجبل الحامل للقلعة حيث يمكن الوصول إليها بشكل أسهل من سواها من خلال المرور بين البرجين الأول والثاني، ثم ينعطف يميناً ليدخل القلعة عبر البرج الثاني، وقد تم تغيير هذا المدخل وتبديله وإجراء تعديلات عليه عند إجراء ترميمات على هذه القلعة.

### الأسوار الخارجية
وقد بنيت من الحجر الكلسي الأبيض، وهي ضخمة وذات حجارة كبيرة ومشغولة بشكل جيد من الجهة الغربية والجنوبية، وقليلة السماكة من الجهة الشمالية وذلك حسب إمكانية الاقتحام من كل اتجاه. وقد زودت هذه الأسوار بين البرجين (2 و 3) بـ4 مرامي من مرامي السهام تحمي الجهة الغربية لزيادة إمكانيات الدفاع بين هذه الأبراج.

### الأبراج
هناك نوعان من الأبراج: أبراج خارجية ترتبط مع الأسوار وأبراج داخلية ترتبط مع بنيان القلعة الداخلية.

#### الأبراج الخارجية
هي أبراج ضخمة تحمي الأسوار من الغرب، وبرجان صغيران تم استخدامهما في بناء الأسوار الخارجية، والأبراج (6- 7- 8) التي تحمي الجهة الجنوبية. أما من الشرق فيقوم برج ضخم (11) وهو برج مراقبة يطل على سهل الغاب، أما بالنسبة للأبراج من جهة الشمال فهي أبراج صغيرة مرتبطة بالسور ذو الثخانة القليلة نظرا لعدم ضرورة حماية هذه الجهة بسبب وعورة المنحدر والاكتفاء بدور المراقبة.

#### الأبراج الداخلية
تشكل القلعة الداخلية وهي أبراج ضخمة ذات بنيان قوي من الحجر الضخم والمشغول، تقوم أساساته على قاعدة صخرية متينة تم حفرها لزيادة الارتفاع في أكثر الأحيان.

### القلعة الداخلية
وهي الجزء الشمالي الغربي من القلعة وتحيط بها الأسوار والأبراج الداخلية من الجنوب، حيث تتألف من مستويين، مستوى أدنى يحوي عددا ضخما من خزانات المياه المحفورة بالصخرة والمزودة بسقف نعلي لتغطيتها، وقسم أعلى نُحتت حوافه في الصخر بشكل قائم وارتفاع كبير، أما المسافة التي تقع بين القلعة الداخلية والأسوار الخارجية من الشرق ففيها عدد كبير من خزانات المياه مختلفة الحجم ومحفورة في الصخر ومزودة بسقف نعلي.